# Арсенко, Арсен Дионисович
Арсений (Арсен) Дионисович Арсенко (настоящая фамилия — Попсуйшапка); 15 марта 1903, Новая Водолага Харьковской губернии — 30 августа 1945) — украинский и белорусский советский певец (баритон), солист Одесского, Днепропетровского, Большого (Москва) и Белорусского театров оперы и балета, заслуженный (1940) и народный артист Белорусской ССР (1944).

## Биография
Родился 15 марта 1903 в слободе Новая Водолага Нововодолажской волости Валковского уезда Харьковской губернии Российской империи (ныне — поселок Нововодолажского района Харьковской области Украины).
По окончании школы, в 1924 году, поступил в Харьковский музыкально-драматический институт — класс вокала (класс Витте). Артистическую деятельность начал в 1925 концертами.
В 1928 году — окончил институт. Приглашен в передвижную труппу Правобережной Украины.
С 1928 по 1930 год — солист передвижной Правобережной оперы (Харьковского передвижного театра оперы и балета); исполнял партии Онегина и Эскамильо.
С 1930 по 1934 год — солист Одесского театра оперы и балета.
С 1934 по 1936 год — солист Днепропетровского театра оперы и балета. Как один из способных певцов, направлен в творческую командировку в Москву, где стал солистом Большого театра  (работал в театре с 1936 по 1937 год).
С 1937 по 1945 год — в Минске, солист Белорусского оперного театра. За творческое участие в декаде белорусского искусства в Москве награжден орденом Трудового Красного Знамени (20.06.1940, за выдающиеся заслуги в деле развития белорусского театрального и музыкального искусства).
Во время Второй мировой войны работал в Казанском театре оперы и балета, выступал на концертах для военных, с актерской труппой выезжал на фронты, награжден орденом Красной Звезды (1943).
Трагически погиб 30 августа 1945 года в Минске. Похоронен на Военном кладбище Минска.
Жена, Валентина Константиновна, была солисткой Белорусского оперного театра.

## Артистическая деятельность
Первый исполнитель главных партий в операх «В пущах Полесья» А. Богатырёва (Кузьмич) и «Цветок счастья» А. Туренкова (Андрей).
Лучшая актёрская работа — партия Фигаро в опере «Севильский цирюльник» Джоаккино Россини.
Среди других ролей: Онегин («Евгений Онегин» П. Чайковского), Жермон и Риголетто («Травиата» и «Риголетто» Джузеппе Верди), Валентин («Фауст» Ш. Гуно), Дмитрок, Апанас («Михась Подгорный», «Алеся» Е. Тикоцкого. Известен и как камерный певец.
Выступал на сценах Днепропетровского театра оперы и балета, театра оперы и балета БССР, а также с концертами, исполнял арии и песни из опер, романсы для голоса с фортепиано, песни, вальсы, марши для голоса с фортепиано, обработки народных (украинских, российских и белорусских) песен для хора и голоса с фортепиано. Записал грампластинки с песнями.
Литературные критики характеризовали его исполнение высокой вокальной культурой, отмечали оригинальную музыкальную и сценическую интерпретацию образов.